# Raffaele Forni
Raffaele Forni (Bedretto, Suíça, 24 de maio de 1906 — 29 de setembro de 1990) foi um prelado suíço da Igreja Católica que trabalhou no serviço diplomático da Santa Sé. Ele foi arcebispo desde 1953 e serviu como núncio no Irã, Venezuela, Uruguai e Síria.

## Biografia
Raffaele Forni nasceu, filho de Giuseppe e Emilia Forni, em 24 de maio de 1906 em Bedretto, Ticino na Suíça. Ele estudou no liceu de Lugano e se formou em filosofia na Universidade Católica de Milão e em teologia em Friburgo. Foi ordenado sacerdote em 29 de julho de 1934, depois lecionou no seminário de Lugano e trabalhou na Universidade Católica de Milão.
Em preparação para uma carreira no serviço diplomático, ingressou na Pontifícia Academia Eclesiástica em 1937. Integrou o serviço diplomático da Santa Sé em 1938. Suas primeiras atribuições incluíram períodos em Praga, Paris e Ottawa.
Em 31 de julho de 1953, o Papa Pio XII o nomeou arcebispo titular de Egina e Internúncio Apostólico no Irã, o primeiro representante do Vaticano com um título superior ao de delegado no país. Em 13 de setembro, recebeu sua consagração episcopal do Cardeal Eugène Tisserant. Foi nomeado Núncio Apostólico na Venezuela em 24 de setembro de 1955 e no Uruguai em 27 de fevereiro de 1960. Em 23 de outubro de 1965, ele se juntou à equipe da Secretaria de Estado da Santa Sé em Roma. O Papa Paulo VI incumbiu sua última missão como Pró-Núncio na Síria em 17 de junho de 1967.
Raffaele Forni participou da segunda, terceira e quarta sessões do Concílio Vaticano II.
Sua carreira diplomática terminou com a nomeação de Achille Glorieux para o suceder na Síria, em 19 de Setembro de 1969.
Na aposentadoria, viveu em Lugano. Ele morreu em 29 de setembro de 1990.